# Cendrillon
Cendrillon (česky Popelka) je francouzský němý film z roku 1899. Režisérem je Georges Méliès (1861–1938). Film trvá zhruba šest minut a premiéru měl poprvé ve Francii v říjnu 1899. Film byl natočen podle literární předlohy Charlese Perraulta a vizuálního stylu Gustava Dorého, který příběh ilustroval. Sám Méliès se pro vytvoření filmu pravděpodobně nechal inspirovat některou divadelní adaptací z konce 19. století nebo stejnojmennou operou Julese Masseneta.
Jedná se o první Mélièsův film s více scénami a o první filmové ztvárnění Popelky (herečkou Bleuette Bernon) v historii kinematografie. Na svoji dobu dlouhý film, trvající zhruba 6 minut a s obsazením více než 35 lidí, dosáhl velkého úspěchu a Mélièse mezinárodně proslavil. Jeho další film s více scénami Jeanne d'Arc (1900), který překonal délku 200 metrů, měl také výrazný úspěch. V roce 1912 Méliès natočil další adaptaci příběhu Cendrillon ou la Pantoufle merveilleuse. Ta však už nebyla tolik úspěšná, částečně kvůli režijnímu konfliktu mezi Mélièsem, Ferdinandem Zeccou a Charlesem Pathém, a částečně proto, že Mélièsův divadelní styl v té době už vyšel z módy.